# Алонсо Беругете
Алонсо Гонзалез де Беругете (Паредес де Нава, око 1488 — Толедо, 1561) био је шпански сликар, вајар и архитекта. Сматра се најважнијим вајаром шпанске ренесансе, а познат је по својим емотивним скулптурама које приказују верске сцене заноса и мучења.

## Биографија
Након школовања код свог оца, сликара Педра Беругетеа, Алонсо је отишао у Италију. По очевој смрти 1504. године, Беругете је наставио студије уметности, проводећи већину свог времена у Фиренци и Риму, где је био под утицајем Микеланђелових дела и примера хеленистичке скулптуре у ватиканским збиркама као што је Лаокоон. Беругетеова слика Саломе (Галерија Уфици, Фиренца) сугерише да су његове италијанске слике биле у раном маниристичком стилу Јакопа Понторма и Роса Фјорентина.
У Фиренци су га ангажовале монахиње из Сан Ђеронима да доврши олтарску слику коју је Филипо Липи оставио недовршену после његове смрти.
Беругете се вратио у Шпанију око 1517. године, а 1518. је постао дворски сликар Карла V и настанио се у Ваљадолиду. Беругете се окренуо скулптури и архитектури, и у периоду 1518–21. извео скулптуру за гроб Хуана Селвађа у цркви Санта Енграсија у Сарагоси, уклесао рељеф Васкрсења у катедрали у Валенсији (око 1517). Међу његовим главним скулптурама из периода Ваљадолида били су олтарске слике за манастир Ла Мејорада у Олмеду (1526), за Сан Бенито у Ваљадолиду (1527–32), за Цолегио де лос Ирландесес у Саламанци (1529–1529), и за цркву Сантјаго у Ваљадолиду (1537). 
Године 1539. велики шпански хуманиста и мецена уметности Хуан Пардо кардинал Тавера замолио је Беругетеа у Толедо да изврши хорске тезге у катедрали у Толеду (1539–43), као и алабастер Преображења на западном крају хора (1543–48). Ове резбарије су нешто умереније и класичније по осећају од његових ранијих радова. У време своје смрти, Беругете је радио на гробници кардинала Тавере (1552–61). Беругетеова употреба прилично богате и екстравагантне али деликатне орнаментике у својим црквеним украсима типична је за шпански стил Платереске.
Његова дела укључују олтарску слику на Ирском колеџу у Саламанци (1529–1533), хорске тезге у катедрали у Толеду (1539–1543) и гробницу за надбискупа Толеда Хуана де Тавере у болници коју је Тавера основао, болници Јована Крститеља у Толеду (1552–1561).

### Скулптура од дрвета
Након школовања у Италији вратио се шпанској традицији израде скулптура од дрвета, што је укључивало олтарске слике у цркви Сан Бенито ел Реал, Ваљадолид. Пренаглашени покрети фигура оставили су утицај и на његове следбенике као што су Андреса де Најере, Естебана Јордана, Иносенсија Беругееа и других...
Од 13. октобра 2019. до 17. фебруара 2020., преко 40 Беругетових сликаних дрвених скулптура било је изложено у Националној галерији уметности у Вашингтону, у оквиру изложбе под називом Алонсо Беругет: Први вајар ренесансне Шпаније.

## Галерија
- Салома
- Мадона са дететом
- Свети Андреј